# Ruisseau du Port
 (juin 2014).
Le ruisseau du Port est un ruisseau français de Normandie, affluent de la Terrette (rive droite) et sous-affluent de la Taute, dans le département de la Manche.

## Géographie
Le ruisseau du Port prend sa source sur la commune du Hommet d'Arthenay au lieu-dit Le Glinel. Elle se joint aux eaux de la Terrette, dans les marais du Cotentin et du Bessin sur la commune du Le Hommet-d'Arthenay, après un parcours de km à l'ouest du Pays saint-lois.

## Communes traversées
- Le Hommet-d'Arthenay